# 加茂喜久
加茂 喜久（かも よしひさ、1932年11月24日 - 1994年4月25日）は、日本の男性俳優、声優、イラストレーター、装丁家。兵庫県出身。加茂 嘉久とも表記される。

## 来歴・人物
1932年、徳島県徳島市で生まれる。日本大学芸術学部演劇学科中退。1951年、劇団俳優座養成所卒業後、日本大学芸術学部に入学。1953年4月に前進座に入団後、同年8月に新協劇団に移る。その後、劇団統合により東京芸術座の所属となり、1962年の時点では東京俳優生活協同組合に所属。1965年の時点ではフリーランスで活動。その後、三日月プロ、同人舎プロダクション、青二プロダクションに所属した。イラストレーター、装丁家としてはかも よしひさ名義で活動していた。
大学在学中から、舞台美術家、俳優（舞台、映画）として活動を始める。また、テレビの勃興期から、海外ドラマ吹き替え・アニメーションの声優として活躍。
さらに、イラストレーター、装丁家としても活動。1985年には装丁家たちの権利団体「日本図書設計家協会」を創設した。
1994年4月25日、腸閉塞のため死去。61歳没。

## 出演
太字はメインキャラクター。

### テレビドラマ
- スチール・スター劇場 / 弟子志願（1960年）[9]
- 三匹の侍 第1シリーズ 第25話「殺法無頼」（1964年）
- 鉄道公安36号
  - 第72話「終電車」（1964年）
  - 第88話「置引き」（1965年）
  - 第186話「故郷の雪」（1967年）
- 忍者部隊月光 第65話「ロケット・ダッシュ作戦 - 後篇 - 」（1965年） - 浅川
- 泣いてたまるか 第25話「あゝ純情くん」（1966年）
- 氷点（1966年）
- 竜馬がゆく（1968年） - 唐物屋番頭
- マイティジャック 第13話「怪飛行船作戦」（1968年） - 浅倉カメラマン
- バンパイヤ 第22話「ヒューマン・S作戦」・第24話「第三の罠」（1969年） - 西川

### 映画
- 狂った果実（1956年） - 島

### テレビアニメ
1963年
- 鉄人28号（ブラックドッグ博士）
- 鉄腕アトム (アニメ第1作)

1965年
- 遊星少年パピイ（アジャババ）

1966年
- 遊星仮面（ハチュン）
- おそ松くん

1967年
- パーマン（パーやん / パーマン4号）

1968年
- 怪物くん（アニメ第1作）

1969年
- ウメ星デンカ
- 巨人の星（1969年 - 1971年）

1970年
- いじわるばあさん

1971年
- アタックNo.1
- アニメンタリー 決断
- 珍豪ムチャ兵衛
- 天才バカボン（八百屋）
- 科学忍者隊ガッチャマン（隊長）

1972年
- 赤胴鈴之助
- ハゼドン（サメギルス）

1973年
- 空手バカ一代
- 侍ジャイアンツ（金田正一）
- ジャングル黒べえ
- ど根性ガエル
- ドラえもん（日本テレビ版）
- ワンサくん（ハチマキ〈2代目〉）

1974年
- 小さなバイキングビッケ（ボッカ）

### 劇場アニメ
- わんわん忠臣蔵（1963年、アカミミ）[12]
- 巨人の星 宿命の対決（1970年）

### 吹き替え
- 裏切り鬼軍曹（ウィンクラー軍曹〈ノーマン・フェル〉）
- 大空の凱歌（ハーマン軍曹〈ダン・デュリエ〉）
- おかしな二人（オスカー・マジソン）
- 宇宙大作戦（アレキサンダー）
- 男ひとたび立てば（アンガス〈ウォーレン・オーツ〉）
- カーツーム ※NETテレビ版
- がんばれアーニー新米重役（1972年）[13]
- キー・ラーゴ
- キング・オブ・キングス（ユダ〈リップ・トーン〉）
- 空爆特攻隊（通信士〈チャールズ・ディアコップ〉）※テレビ朝日版・DVD収録
- 刑事コロンボ 別れのワイン（リック・カッシーニ）
- 絞殺魔（ライオネル・ブラムリー）
- 荒野の七人（村人）※NET版
- 青年（ジョン〈イーライ・ウォラック〉）
- 毒薬と老嬢（アインスタイン博士〈ピーター・ローレ〉）
- ナイアガラ（レイ）
- 南太平洋（ルーサー・ビリス〈レイ・ウォルストン〉）
- 水着の女王 ※東京12ch旧版
- 夜の道（ホワイティ・ハルビン〈ダン・デュリエ〉）※NET版

### 特撮
- ロボット刑事 第9話「電気椅子スパイ!!」・第10話「バドーのみな殺し作戦!!」（1973年） - ハリサスマンの声

### 舞台
- 山の民（1954年、新協劇団） - 源吾[14]
- 静かなる山々（1957年、東京芸術座・劇団中芸） - 百姓[15]
- 京浜の虹（1959年、東京芸術座）[16]
- 五右衛門釜煎り（1964年、東京芸術座） - 源之丞[17]）

## 著書
- 昭和戯作三昧 かもよしひさ漫画集 ノーベル書房 1970
- 雑兵物語（現代語訳、插画）講談社 1980.11